# بيتر كوكس (وكيل أدبي)
بيتر كوكس (بالإنجليزية: Peter Cox)‏ هو وكيل أدبي بريطاني، ولد في 14 يونيو 1964.